# Rátót nemzetség

A Rátót nemzetség címere

A Rátót nemzetség (Rátold) ősei Kézai Simon és más krónikák szerint itáliai normann eredetűek voltak. Ratold és Olivér még a 11. század vége felé, 1079 körül Könyves Kálmán szicíliai feleségével érkeztek Magyarországra Nápolyból, illetve Apulia tartomány Caserta városából. A nemzetség ősi jelvénye vörös mezőben arany hársfalevél volt; a levél a nemzetségből származó családok címereiben is megtalálható.
A Rátót (Rátold) nemzetség ősei Kézai Simon és – a nyomában járó – más krónikák szerint Apulia tartomány Caserta városából érkeztek Magyarországra. Más vélekedés szerint Olivier és Reithold még a 11. század vége felé, 1079 körül Könyves Kálmán korában Nápolyból érkezett Magyarországra.
A Rátót nemzetség eredetével kapcsolatos vélekedések divergenciáját az okozza, hogy Kézai Simon felcserélte a Rátót nemzetség származási helyét (Svábia) a Hontpázmányokéval (Apulia), és téves kiindulási alapról stabil következtetésre ritkán lehet jutni.
Csoma József „Magyar nemzetségi címerek” című művében (MTA, Budapest, 1904.) fennakad azon, hogy a krónikák Apuliából származtatják a Ratholdokat. A nemzetség címerképe a hársfalevél volt, amely a belőle származó családok címereiben is megtalálható. Ez igen régi, és egyértelműen germán jelkép, ami ellentmond az olasz származásnak.

## Ősei
A nemzetség a Veszprém közelében fekvő Rátót helység területét nyerte a királytól szállásul, de Váctól délkeletre is jókora területet kaptak adományul, és ott egy ugyancsak Rátót nevű falut telepítettek. Ezekről a helyekről szétszármaztak az országba, eképpen számos nagyhírű nemes család őseivé váltak.
Az oklevelekben a nemzetség ősei közül 1219-ben tűnik fel egy újabb Ratold, akinek testvére, Rátót nembeli Gyula 1219–1221-ben országbíró és kevei ispán volt — 1222-ben bihari, 1225-ben vasvári ispán, 1229-től 1231-ig erdélyi vajda, 1235–1239 között ismét országbíró, 1235-ben csanádi, 1238-ban újra kevei ispán. 1229-től Béla ifjabb király híve volt.
Ebből az időből a nemzetséghez tartozóként említették még Rolandot vagy I. Lorándot, aki 1248–1255 között nádor, 1261-től 1278-ig szlavón bán volt, és a tatárjárás egyik hőseként emlékeztek rá. 1277-ben országbíró lett és egyúttal Pozsony és Zala vármegye ispánja. Őt tekintik a Paksi család (Paksy család) ősének.

## Korai ágai (nem teljes)
A nemzetség egyik ágából eredt az a Kővágóörsi család, amely leányágon a Batthyány család őse lett (MNL).
A nemzetség két ágának (nádori ág, Gyulafi ág) őse lett az a Rátót nembeli Leusták, aki  III. Béla uralkodásának idején egy ideig — 1176-ban bizonyosan — erdélyi vajda volt. Béla ebben az évben őt tette meg az I. Manuél bizánci császár megsegítésére küldött magyar had egyik vezérévé. Az egyesült bizánci–magyar sereg a müriokephaloni csatában (alapvetően a hadvezetés hibái miatt) vereséget szenvedett az Ikóniumi Szultánságtól.

### Nádori ág
A nádori ág őse az a Rátót I. Domokos (I. Domonkos, illetve Rátót nembeli Domonkos ? – Mohi, 1241. ápr. 11.), aki 1238–1241-ben tárnokmester, 1238-ban nyitrai, 1240-ben bihari ispán lett. A muhi csatában esett el. Testvére, Rátót nembeli Mátyás esztergomi érsek ugyancsak Muhinál vesztette életét.
A nádori ág nevet azért kapták, mert Domokos egyik fia, Rátót I. Loránd (Ronald)három király (IV. Béla, IV. István, IV. (Kun) László) alatt is erre a legfőbb méltóságra emelkedett.
Porcs István fia volt Rátót II. Domonkos (? – ?, 1320 után), aki III. András híveként 1293–1301 között ugyancsak tárnokmester lett. A III. András halála utáni trónviszályban testvéreivel eleinte Vencel mellé állt, így lett 1301-ben ajtónállómester, 1301–1302-ben nógrádi ispán, 1303-ban Fejér vármegye ispánja. A Rátót testvérek (Domokos és Kakas) már 1304-ben áttértek Károly Róbert hűségére. Domokos nagy szerepet játszott az 1307-es országgyűlésen. 1309-től 1315-ig ismét tárnokmester lett, majd 1315-től 1320-ig nádor.  Ő a Pásztói család őse.
Porcs István másik fiát,  Rátót Lászlót (Lack, † 1328) 1283-tól említik iratok. 1294-ben asztalnokmester volt, 1297-ben szlavón bán. 1307-ben szegődött Károly Róbert hívéül. Ő a Tari család őse.
Rátót Kakas tolnai és bodrogi ispán a rozgonyi csatában esett el.
Leusták unokái közül:
- Rátót II. Loránd (Roland) 1283–1321 között előbb királyi lovászmester lett, majd nádor;
  - II. Loránd fia, II. Leusták egyebek közt volt a király udvarmester (1349–1351) és somogyi főispán (1352–1358) is,
  - II. Loránd másik fia, Rátót Mátyás nem viselt komolyabb tisztséget, viszont az ő fia,
    - Paksi Olivér kerek húsz éven át, 1336–1356 között volt a királyné udvarbírája és eközben 1347–1352 és 1359–1360 között tárnokmester, közben Fejér, Zólyom, Vas és Sopron vármegyék ispánja.
- Rátót Dezső (II. Loránd öccse) 1283–1307 között gömöri és borsodi főispán volt;
  - Dezső unokája, Kaplai János (1350–1397) 1385–1395 között két ízben országbíró

### Gyulafi ág
A Gyulafi ág őse föltehetően Rátót I. Loránd testvére, Porcz I. István (Porcs István), aki a királyné lovászmestere volt.

## Leszármazottaik
Rátót I. Lorándtól és Porcz I. Istvántól származik több, korábban említett nemes család, valamint a
- kazai Kakas család (kazai)kazai Kakas család.

További testvéreik, illetve unokatestvérei további családok:
- Putnoki család,
- Jolsvai család,
- Serkei család,
- Lorántffy család

őseivé váltak.

## Jeles személyiségek
Kaplai János (1350–1387) halicsi vajda és országbíró volt.
Rátót II. Loránd fia Paksi Leusták 1349–51 körül volt a király udvarmestere, 1352–1358 körül somogyi ispán és Szlavónia helytartója.
1336–1356 között Rátót nemzetségbeli Paksy Olivér (fl. 1330–1364), Mátyás fia, Loránd unokája a királyné udvarbírája volt, és 1347–52 között egyúttal tárnokmester, és hosszabb-rövidebb ideig Vas, Sopron, Fehér, Zólyom, Szatmár, Ugocsa vármegyék ispánja és nyalábi várnagy. Tagja volt az 1348-ban Aversából hazaküldött fogoly hercegek őrkíséretének is.
Olivér unokaöccse, Lápay Lóránt (fl. 1320–1323) fia, Domokos (fl. 1366–1417), akinek a fia Miklós (fl. 1417–1419). Az utóbbi Miklósnak a fia, Paksy Imre (fl. 1417–1448), Tolna vármegye főispánja, földbirtokos nemzette Paksy László (fl. 1458–1487) tárnokmestert, akinek a fia Paksy Mihály (dictus Zemere) (fl. 1497-1515),  1509 és 1510 között szörényi bán, királyi udvarnok, földbirtokos.
A korábban említett Lápay Lórántnak egy másik fia, László (fl. 1417–1419) volt, akinek a fia, Paksy Szemere (fl. 1417–1470), Tolna vármegye alispánja, földbirtokos volt. Paksy Szemere hitvese Derecskei Krisztina (fl. 1442–1473), akinek az apja Derecskei Pál (fl. 1400–1420) zarándi alispán, világosvári várnagy volt; az apai nagyszülei Derecskei Lőrinc és Ozorai Borbála (fl. 1400) voltak. Derecskei Lőrincné Ozorai Borbála nagynénje, Ozorai Borbála (fl. 1398–1426), akinek a férje Ozorai Pipó (1368–1426), főkincstartó, szörényi bán, nagybirtokos.
Paksy Szemere és Derecskei Krisztina frigyéből született Paksy Lajos (fl. 1479-1489), diósgyőri várnagy, földbirtokos, aki nőül vette parlagi Parlaghy Lúcia (fl. 1495–1521) kisasszonyt; Paksy Lajosné Parlaghy Lúcia szülei Parlaghy György (fl. 1452–1485), királyi ajtónállómester, Borsod vármegye főispánja, diósgyőri várnagy, valamint Vizaknai Miklós lánya voltak.

## Későbbi ágai és családjai
I. Domokos (1238-1240) tárnokmestertől a nemzetség 4 ága származott:
- Paksi-ág
- Pásztói-ág
- Felebi-ág
- Putnoki-ág

Ezen ágakból Borsod megyei volt:
- Pásztói család, amely Arlón és Vadnán volt birtokos.
- Kazai Kakas család, amelynek ősi birtoka Kazán volt és uradalma kiterjedt Kazán kívül Kazinc, Igrici, Galgóc és Divény helységekre is.

A Rátót nemzetség az idők során több ágra szakadt. és több híres család; Lorántffy, Kazai, Feledi, Putnoki, Jolsvai, Kakas, Gyulafi, Elefánti, Pásztói, Kaplai, Ráday, Tari családok alakultak ki belőle.

### Nógrád megyei ág
A nemzetség úgynevezett nádori ágából származó Porcz I. István, a királyné lovászmestere, aki 1265 végén az ágasvári uradalmat nyerte adományul. Ehhez tartoztak Tar, Kutasó és Bárkány Nógrád megyei helységek is; később IV. László király Láposd faluval (ma Nógrádmegyer határában fekvő dűlő) jutalmazta szolgálatait. Kutasó és Bárkány később a Tari családé lett.
Fia, Domonkos 1301-ben, III. András király halála után (testvéreivel) a trónkövetelők közül Vencel pártjára állt. A tárnokmester addig viselt méltóságáért kárpótlásul 1301-ben ajtónállómester lett. 1301–1302-ben Nógrád vármegye, 1303-ban Fejér vármegye  ispánja volt. Öccsei közül
- László 1300-ban horvát bán, majd fő étekfogómester,
- Kakas pedig tolnai és bodrogi ispán volt. A rozgonyi csatában esett el.

A testvérek egy további öccsükkel, Leusztákkal (Leusták) együtt 1304-ben csatlakoztak Károly Róbert pártjához. Ekkor állhatott Károly pártjára egy további rokonuk, Rátót Dezső is.
Domonkost Károly 1308-ban újra Nógrád vármegye ispánjává tette, és magas kitüntetésekkel halmozta el. Előbb nejének tárnokmesterévé nevezte ki, majd 1315-ben ő lett a nádor. Domokos nevű fia a Pásztóy család őse. vm.-i ispán.
Pásztói János országbíró (1396–1938). A Rátót nemzetség Heves vármegyében birtokos ágából való. 1397-ben a betörő csehek ellen harcolt. A Lackfiak bukása után a király Pásztói Jánost is felmentette tisztségétől.
Jolsvai Lesták nádor. A Rátót nemzetség Gömör vm.-i, Jolsván birtokos ágából származott. 1349–51-ben asztalnokmester, 1351-től 1358-ig somogyi, 1356–58-ban Fejér vármegyei ispán, 1387-től udvarmester, 1392-től 1396-ig Fejér vm.-i ispán, nádor, 1393–94-ben gömöri, 1394-ben liptói ispán. 1396. szept. 28-án Nikápolynál török fogságba esett, 1400. január 20-án még fogságban volt. Nem sikerült kiváltani, bár családja erre a célra 6000 forintért a Kanizsaiaknak elzálogosította a Bars vármegyei Hrussó várát és uradalmát.
Testvére, László Kisnémedi és Selyp (ma Lőrinci város része) helységek birtokosa volt; 1325-ben azonban összetűzött az Ákos nemzetségbeli Micskkel, a későbbi bánnal, az akkori szigorú törvények szerint, a bírák fejvesztésre ítélték. László csak úgy tudott megmenekülni a halálbüntetéstől, hogy összes jószágait átengedte Micsknek. (Karácsonyi i. m. 14. 1.)
Porcz I. István-tól származó Tari IV. László mester, nógrádi, hevesi ispán 1393-ban (1347-1395).
Az ő fia Tari Lőrinc 1370 körül Taron született. Mária királynő udvarában nevelkedett. Itt vált lovaggá, Ilsvai Leusták segítette fiatal korában. Báró és királyi tanácsos. Rátót nembeli Tari vagy Pásztói Lőrinc, 1401 április 28-án kardot rántva védelmezte Zsigmond királyt, amikor a többi főurak fogságba vetették. 1404–06-ig királyi pohárnokmester, 1406–1413-ig  honti ispán, 1407-ben nógrádi ispán, 1409-ben ő és két társa hívta össze a nógrádi közgyűlést. 1407-ben Pásztónak Buda kiváltságait kérte a királytól. 1407–1409-ben királynéi pohárnokmester, 1408-tól királynéi asztalnokmester volt Cillei Borbála udvarában, 1407–1408-ban étekfogómester és fősáfár.

## Birtokai
Rátót (Ratold) első birtokait Vas, Veszprém és Pest megyében szerezte. Központja minden valószínűség szerint a Veszprém megyei Rátóton, mai nevén Gyulafirátóton lehetett. Pest megyében lévő birtokaik a mai Rátót, Kisnémedi, Hartyán és Fót területén feküdtek.
A nemzetségből kialakult rátóti Gyulaffy család 1255 táján alapította a rátóti prépostságot, melynek 1420-1436 közötti időkből Tamás nevű prépostja is ismert. 1516-ban a csornai prépostság alá rendelték. A prépostság 1526 után elpusztult, javait a zabrdovici premontrei prépostság kapta meg. Kegyúri jogaikat a Gyulaffyak 1644-ig gyakorolták, utánuk azt az Eszterházyak örökölték.
A Rátót nemzetség birtoka volt Somogy vármegyében a Szentgáloskérhez tartozó Lapa-puszta is. Ez a Rátót nemzetség úgynevezett nádori ágának ősi birtoka volt, és az 1283 évi birtokmegosztáson I. Lóránt nádor két fia — Mátyás és Rátót — kapták meg.
A nemzetség tagjai valószínű, hogy még jóval a tatárjárás előtt, Nógrád megyében is szereztek birtokokat, de ottani birtokaikról okleveles adatok csak a 13. század második felétől kezdve vannak. Gömör vármegyében is hatalmas birtokrészeket kaptak, majd innen Borsod vármegyébe is átágaztak.
1437-ben a nemzetségnek 140 birtokát tartották számon.